# Рикачево
Рикачево е село в Западните покрайнини, Сърбия. Разположено е в планински район в близост до границата с България и влиза в състава на Община Босилеград.

## География
Рикачево са намира в сръбската част на областта Краище, на юг-югоизток от Босилеград. През землището на селото тече Бранковска (Тлъминска) река, десен приток на Драговищица.
Традиционно, селото е съставено от седем махали, разположени от двете страни на Бранковска река. На левия ѝ бряг са махалите Сѐлище, Ба̀йчевица, Граовище, Раков дол, Браньо̀вица и Долня Махала, а на десния бряг – махалата Широки дол.

## История
В миналото в землището на селото, особено в махалата Байчевица са намирани редица останки от предищни епохи – монети, гробница, железни предмети.
Според местни предания основател на селото е Стоян Кръшка от кочанското село Длъги дол. Пак според местни предания, записани от Йордан Захариев, в началото на ХІХ век селото е било купно и се е намирало в махалата Селище, а по-късно се е разпръснало на няколко махали.
В 1864 година Рикачево, отбелязвано и като Райкачево, има 17 ханета (98 мъже), а в 1866 година - 20 ханета (147 жители). Данните за 1874 година са - 30 ханета, 98 мъже, от които 7 цигани-мюсюлмани. През същата година е записано, че местните жители притежават 1227 дьонюма земя и 1352 овце.
От 1878 до 1920 година селото е в границите на България. То влиза в състава на Църнощичка селска община, която първоначално е част от Изворска околия. През 1887 година Рикачево е включено в Бистърска община, която от 1889 до 1901 година е част от Босилеградска околия, а след разформироването на последната преминава към Кюстендилска околия.
Непосредствено след Освобождението е построена църквата „Свети Пантелеймон“ в махалата Байчевица, а по-късно и „Света Богородица“ в махалата Раков дол. Към 1908 година започва да работи местно училище, което през първите няколко години се помещава в частни къщи, а след това – в самостоятелна сграда. Първият учител в селото е местният жител Никола Стоев.
По силата на Ньойския договор от 1919 година селото е включено в пределите на Кралството на сърби, хървати и словенци (Югославия).
През 1941-1944 година Рикачево, както и останалите села в Западните покрайнини, е под българско управление. След 1944 година отново е в границите на Югославия и наследилата я след разпада ѝ Сърбия. През 1947-1955 година е построена нова училищна сграда.

## Население след 1878 година
- 1880 – 212[5]
- 1900 – 282[5]
- 1910 – 317[5]
- 1948 – 332
- 1953 – 349
- 1961 – 300
- 1971 – 259
- 1981 – 187
- 1991 – 143 (52 домакинства)[4]
- 2002 – 110
- 2011 – 87

## Личности
Родени в Рикачево
- Величко Мицев – деец на западнопокрайненското движение в България между двете световни войни, председател на бежанското дружество на българите от Западните покрайнини в Кюстендил.[6]